# Sange fra glemmebogen
Sange fra glemmebogen (svenska: Sånger från glömskans bok) är en trilogi av Kim Larsen & Kjukken med tre cd med folkkära danska visor och även några svenska.

## 1. Sange fra glemmebogen
Utgivet 2001
Låtlista
1. Den første gang jeg så dig (Den första gång jag såg dig)
2. Så længe skuden kan gå (Så länge skutan kan gå)
3. Luth og fløjte
4. Sonny Boy
5. Det var en lørdag aften
6. Adolf
7. Jeg plukker fløjlsgræs
8. Mandalay
9. Spindevisen
10. I dit korte liv
11. Engang var jeg vidunderbarn
12. På Griffenfeldts kapel (Ersatt med "Kirsten og vejen fra Gurre" på nyutgåvan av albumet.)
13. Abc visen
14. Kys mig godnat

## 2. Sange fra glemmebogen - Jul & nytår
Utgivet 2004
Låtlista
1. Der er noget i luften
2. En rose så jeg skyde
3. Juletræet med sin pynt
4. Så' det jul
5. Et barn er født i Bethlehem
6. Julen har bragt velsignet bud
7. Børn og voksne i kærlig krans
8. Højt fra træets grønne top
9. Velkommen igen Guds engle små
10. Sikke en voldsom trængsel og alarm
11. Kimer i klokker
12. Sig nærmer tiden
13. Lysets engel går med glans
14. Tak for alt i det gamle år

## 3. Glemmebogen for børn
Utgivet 2008
Låtlista
1. Kalendervender Tage
2. Idas sommersang
3. Oles nye autobil
4. La la lu
5. Pjerrot og Månen
6. I det fine hvide sand
7. Hist hvor vejen slår en bugt
8. Elefantens vuggevise
9. Lille Guds barn
10. Ole Lukøje
11. Spørge-Jørgen
12. Langt ude i skoven
13. Mig og min Teddybjørn
14. Snemand Frost og Frk. Tø
15. Dengermand
16. Jeg er træt og går til ro